# Berta Karlik
Berta Karlik (née le 14 janvier 1904 et morte le 4 février 1990) est une physicienne autrichienne. Elle travaille dès 1931 à l’Institut du radium de Vienne dont elle deviendra la directrice en 1947. Ses recherches ont été faites dans le domaine de la radioactivité, elle a découvert avec Traude Cless-Bernert  l’astate, un élément naturel radioactif.

## Biographie
Née à Vienne le 14 janvier 1904, Berta Karlik est la fille de Carl Karlik qui a dirigé l’organisme national de prêt hypothécaire pour la Basse-Autriche et le Burgenland. Elle apprend le français, l’anglais et le néerlandais et elle joue du piano. Elle fréquente le lycée de 1919 à 1923, année où elle commence des études à l’université. Elle soutient une thèse en physique nucléaire en 1927 sous la direction de Stefan Meyer et de Hans Thirring.
Mais Berta Karlik hésite entre la recherche et l’enseignement et en 1928 elle obtient le diplôme pour enseigner les mathématiques et la physique dans les écoles secondaires et elle retourne enseigner dans le lycée où elle a fait ses études. En 1930, elle bénéficie d’une bourse et peut se rendre à Londres afin de poursuivre des études en cristallographie auprès de William Bragg.Elle loge à la résidence d'étudiantes de Crosby Hall elle vient aussi à Paris et rencontre Marie Curie.
À son retour à Vienne, elle entre à l’Institut du radium en 1931. Cet institut a ouvert en 1910, c’est le premier au monde. C’est un institut de recherches sur les propriétés physiques et chimiques de la radioactivité. Ce sont Franz Exner et Stefan Meyer qui en prennent les commandes. La pechblende des mines de Bohême contient le radium que l’Institut utilise mais aussi fournit aux autres laboratoires européens. 
A l’université de Vienne, elle est professeur associé en 1950 et en 1956, elle est la première femme professeur titulaire. 
Les honneurs sont nombreux puisqu’elle reçoit le prix de la ville de Vienne pour la science en 1951, devient membre correspondant de l’Académie autrichienne des sciences dès 1954 et là elle est la seconde femme après Lise Meitner qui a été membre correspondant en 1948. 
La même année elle est la récipiendaire de la médaille Wilhelm Exner, cette médaille est décernée depuis 1921 pour récompenser des chercheurs dont les travaux ont eu un intérêt pour l’industrie puis en 1967, elle obtient le prix Schrödinger, enfin en 1973, l’Académie autrichienne des sciences l’accueille en tant que membre et elle est la première femme membre de cette institution. Elle est faite commandeur dans l’ordre des Palmes académiques par la France.
Elle est nommée à la commission du bureau du chancelier fédéral comme conseiller sur les questions concernant l’énergie nucléaire. Les Nations unies organisent deux conférences à Genève du 8 au 20 août 1955 puis du 1er au 13 septembre 1958 sur les applications pacifiques de l’énergie nucléaire et Berta Karlik est le représentant officiel de l’Autriche. En 1958, le congrès international porte  le nom « L’atome pour la paix ».
En 1974 elle prend sa retraite mais continue à travailler à l’institut. Elle meurt le 4 février 1990.

## Travaux scientifiques
Après la Première Guerre mondiale, les conditions de travail à l’Institut du radium deviennent très difficiles. Karl Przibram et le Suédois Hans Pettersson sont recrutés. Des équipes se mettent en place, les femmes qui ne représentaient que 16 % de l’effectif entre 1910 et 1919 sont en 1934 à 38 %, elles participent aux recherches, publient les résultats obtenus. Certaines ne passent que quelques années, d’autres comme Berta Karlik y feront toute leur carrière. 
À son arrivée à l’Institut, Berta Karlik entreprend des recherches dans le groupe de Pettersson avec Elisabeth Kara-Michailova. En 1933, Berta Karlik obtient un poste d’assistante scientifique avec un salaire mensuel de 150 schillings. Avec Przibram et Haberlandt, elle travaille sur la synthèse de la fluorescence bleue de la fluorine, la bande bleue de la fluorescence est due à l’europium, élément chimique classé dans la famille des terres rares. Ce travail, comme d’autres sont indiqués dans la revue générale des sciences pures et appliquées. 
Cette même année, elle reçoit avec Elizabeth Rona le prix Haitinger de l’Académie autrichienne des sciences pour des recherches dans le domaine de la luminescence. Lorsque Pettersson quitte Vienne et retourne à Uppsala pour diriger l’institut océanographique ainsi que la station hydrographique de Bornö située dans le sud de la Suède près du Gullmarfjord, Berta Karlik comme Elizabeth Rona se rendront en Suède afin d’étudier la radioactivité de l’eau de mer et sa teneur maximale en éléments radioactifs. Elles ont analysés de nombreux échantillons qui provenaient d’eau de mer prélevée près des côtes, au large et à différentes profondeurs. L’uranium est présent dans tous les échantillons, il y en a 0,002mg par litre d’eau de salinité moyenne de 35g. La teneur en radium et en thorium est infime.   
Après l’Anschluss, en 1938, tous les juifs du laboratoire ont fui l’Autriche.
Pendant la Seconde Guerre mondiale, Berta Karlik poursuit ses recherches avec Traude Cless-Bernert et met en évidence l’existence de l’astate naturel en 1944 alors qu’Emilio Segrè, Date R. Corson et K.R. Mac Kenzie l’avaient obtenu, en 1940, au laboratoire en bombardant du bismuth avec des particules alpha (α) accélérées. Cet élément naturel existe en très faible quantité dans la nature, il est radioactif et instable, c’est un des produits de la désintégration de l’uranium, du thorium et du francium, un de ses isotopes est utilisé en radiothérapie. Pour cette nouvelle découverte, elle recevra un second prix Haitinger seule cette fois-ci en 1947.
Berta Karlik ne se contente pas seulement de mener des recherches, elle poursuit une carrière à l’Institut et dès 1937, elle obtient le Venia Legendi décerné par l’université qui permet aux enseignants du secondaire d’enseigner à l’université et elle donne des conférences. À la suite de sa découverte de l’astate, elle devient directrice provisoire de l’Institut en 1945 à la place de Stefan Meyer et en 1947, lorsqu’il prend sa retraite, elle lui succède et conservera le poste jusqu’à sa propre retraite en 1974. 
Elle participe aussi à la commission pour la mesure des rayonnements ionisants du bureau international des poids et mesures à Sèvres. En 1958, il est décidé de créer un comité consultatif pour les étalons de mesure des radiations ionisantes. Berta Karlik est expert auprès du comité consultatif et chargée du groupe de travail qui doit faire des propositions sur l’étalon de radioactivité. C’est l’étalon international conservé à l’Institut du radium à Paris qui sera déplacé vers le bureau international des poids et mesures.

## Hommage
En 2011, une rue de Vienne située dans le 13e arrondissement porte son nom.
L’Université de Vienne souhaite augmenter le nombre des femmes professeurs, c’est pourquoi en 2011 ont été créées les chaires Berta Karlik. Elles sont décernées pour trois ans tous les trois ans. En mars 2012, les trois premières chaires ont été pourvues. Ce sont la physicienne Paola Ayala, la linguiste Brigitta Busch et la biologiste Verena Jantsch-Plungers qui ont obtenu ces chaires. En 2013, le pourcentage de femmes professeurs était de 25 %.